# Tango (bedrijf)
Tango Holding B.V. (voorheen Tango C.V.) is een Nederlands bedrijf in 2000 opgericht door Marcel van Poecke van Petroplus International. Het werd groot gemaakt door Marc Schröder die zich ook als stichter beschouwt. Tango, de naam is een samentrekking van 'Tank & Go', introduceerde en exploiteert onbemande tankstations. Betalen geschiedt met een pinpas of een credit card. In 2013 telde het bedrijf 150 tankstations.
Door op personeel te besparen, kon Tango goedkopere brandstof leveren dan andere tankstations. Het succes van Tango heeft ook Shell (Shell Express), Gulf (Tinq), BP (BP Express) en Esso (Esso Express) aangezet tot het openen van onbemande tankstations.
Begin 2004 heeft grootaandeelhouder Petroplus Tango verkocht aan Kuwait Petroleum (bekend van de Q8-tankstations). Op dat moment waren er ruim 70 Tango-stations in Nederland, België en Spanje. Begin 2008 werd de mijlpaal van 100 tankstations alleen in Nederland bereikt, in 2013 waren dat er 150. Vanaf 2013 bouwt men Nederlandse Q8-pompstations geleidelijk om naar Tango's.
In 2013 opende het bedrijf het eerste onbemande tankstation aan een snelweg, de A27. In tegenstelling tot de andere Tango-tankstations is er een winkel, die niet door Tango wordt uitgebaat. In het jaar daarna volgden nog vijf Tango-tankstations aan de Nederlandse snelwegen.
Sinds eind april 2017 heeft Kuwait Petroleum met Tango zijn 190e tankstation in Nederland geopend. Op de Belgische markt heeft Kuwait Petroleum een netwerk van onbemande tankstations onder de merknaam Q8 Easy. Tevens is Kuwait Petroleum actief op de markt voor onbemande tankstations voor trucks, dit doen ze met de IDS (International Diesel Service) tankstations, deze tankstations zijn door geheel Europa te vinden.

## Jubileum
Op 11 april 2010 hield Tango ter gelegenheid van het tienjarig bestaan een actie waarbij automobilisten voor de prijs van tien jaar daarvoor konden tanken. Deze actie was dermate succesvol, dat er tientallen kilometers file ontstonden. Tango huurde ruim 250 verkeersregelaars in om alles in goede banen te leiden. Dit had niet overal het gewenste resultaat, waardoor de politie te hulp moest schieten. Drie tankstations werden tijdelijk gesloten. De drie zaterdagen erna gaf Tango 20 cent korting op alle brandstoffen.